# Список авиакосмических лётно-испытательных центров
Авиакосмические лётно-испытательные центры предназначены для проведения лётных исследований и испытаний новых концепций летательных аппаратов, их опытных образцов, а также систем, бортового оборудования и вооружения. Наиболее известные из таких центров перечислены ниже (приведены по годам их основания):

## Государственные

### Англия
- Британский центр исследований и испытаний самолётов и вооружений, Боскомб-Даун, Англия (основан в 1917 году)

### Бразилия
- Лётно-испытательный и исследовательский институт ВВС Бразилии (входит в состав Департамента CTA), Сан-Жозе-дус-Кампус, Бразилия (основан в 1953 году)[3]

### Германия
- Германский лётно-исследовательский центр авиации и космонавтики (DLR), Брауншвейг, Германия (основан в 1956 году)
- Лётно-испытательный центр Бундесвера ФРГ (WTD 61), Манхинг, Германия (основан в 1957 году как Центр испытаний военного авиационного оборудования в Оберпфаффенхофене)[4]

### Испания
- Лётно-исследовательский и испытательный центр Национального института аэрокосмической техники (I.N.T.A.), Торрехон-де-Ардос, Мадрид, Испания (основан в 1942 году)

### Канада
- Институт авиакосмических исследований Национального научно-исследовательского совета Канады (NRC), Оттава и Монреаль, Канада[5][6] (основан в 1951 году как Национальный авиационный институт — National Aeronautical Establishment — NAE)[7]
- Авиакосмический лётно-испытательный центр Королевских ВВС Канады, авиабаза Колд-Лэйк, Альберта, Канада (основан в 1967 году как 448-я испытательная эскадрилья Королевских ВВС Канады)[8]

### Китай
- Китайский лётно-испытательный институт, Сиань, Китай (основан в 1959 году)[9][10]

### Российская Федерация
- 929-й Государственный лётно-испытательный центр Министерства обороны Российской Федерации имени В. П. Чкалова (929 ГЛИЦ ВВС, Россия), основан в 1920 году.
- Лётно-исследовательский институт имени М. М. Громова (Жуковский Московской области, Россия), основан в 1941 году.

### Соединённые Штаты Америки
- Центр испытаний авиационных вооружений ВМФ США, авиабаза ВМФ США Патаксент Ривер, Мэриленд, США (основан в 1918 году как Лётно-испытательная группа ВМФ США на военно-морской базе Анакостия)
- Лётно-испытательный центр ВВС США, авиабаза Эдвардс, Калифорния, США (основан в 1942 году как новое место дислокации 477-й испытательной эскадрильи ВВС США)
- Лётно-исследовательский центр имени Армстронга НАСА, Эдвардс, Калифорния, США (основан в 1946 году как Лётно-испытательная группа Мюрок)
- Лётно-испытательный центр Армии США, Редстоунский арсенал, Хантсвилл, Алабама, США (основан в 1957 году как Лётно-испытательный совет Армии США в Форте-Ракер[англ.][11][12]

### Франция
- Лётно-испытательный центр Министерства обороны Франции (DGA CEV в составе Генеральной дирекции по вооружению), Бретиньи-Сюр-Орж, Франция (основан в 1945 году)

### Швейцария
- Лётно-испытательный центр ВВС Швейцарии (авиационное подразделение Федеральной службы оборонных закупок Швейцарии), авиабаза Эммен, Эммен, Швейцария (основан в 1964 году)

### Швеция
- Лётно-испытательный центр Вооружённых сил Швеции (FMV:PROV в составе Управления вооружений), Линчёпинг, Швеция (основан в 1933 году)[13]

### Япония
- Лётно-испытательный центр Воздушных сил самообороны Японии, авиабаза Гифу, Япония (основан в 1955 году)
- Лётно-исследовательский центр Японского агентства аэрокосмических исследований (JAXA), аэродром Тёфу[14], аэродром Нагойя и база авиакосмических исследований в Тайки[15]

## Корпоративные

### Англия
- Лётно-испытательный центр BAE Systems, аэродром Вартон, Англия (основан в 1947 году)

### Бразилия
- Лётно-испытательный центр Embraer, аэродром Embraer Unidade, Гавиан-Пейшоту, Бразилия (основан в 2001 году)[16]

### Германия
- Лётно-испытательный центр Эрбас, Манхинг, Германия (основан в 1962 году как Лётно-испытательный центр Мессершмитт АГ)[17]

### Испания
- Лётно-испытательный центр CASA, авиабаза Хетафе, Хетафе, Испания (основан в 1924 году)

### Соединённые Штаты Америки
- Лётно-испытательный центр Sikorsky Aircraft, Уэст-Палм-Бич, Флорида, США (основан в 1977 году)[18]
- Лётно-испытательный центр TCOM Corporation (включая исторический ангар для дирижаблей в Виксвилле) для исследований и испытаний аэростатов, Элизабет-Сити, Северная Каролина, США (основан в 1986 году)[19][20]
- Лётно-испытательный центр Bombardier Aerospace, аэродром Национального аэропорта имени Дуайта Эйзенхауэра, Уичито, Канзас, США (основан в 1991 году на производственной базе, приобретённой в 1990 году вместе с компанией Learjet)[21][22]
- Лётно-исследовательский центр Bell Helicopter, Арлингтон, Техас, США[23]

### Швеция
- Лётно-испытательный центр SAAB, Линчёпинг, Швеция (основан в 1932 году)